# Valerio Cioli
Valerio Cioli, o Cigoli o Giogoli (1529 circa – 29 dicembre 1599), è stato uno scultore italiano.

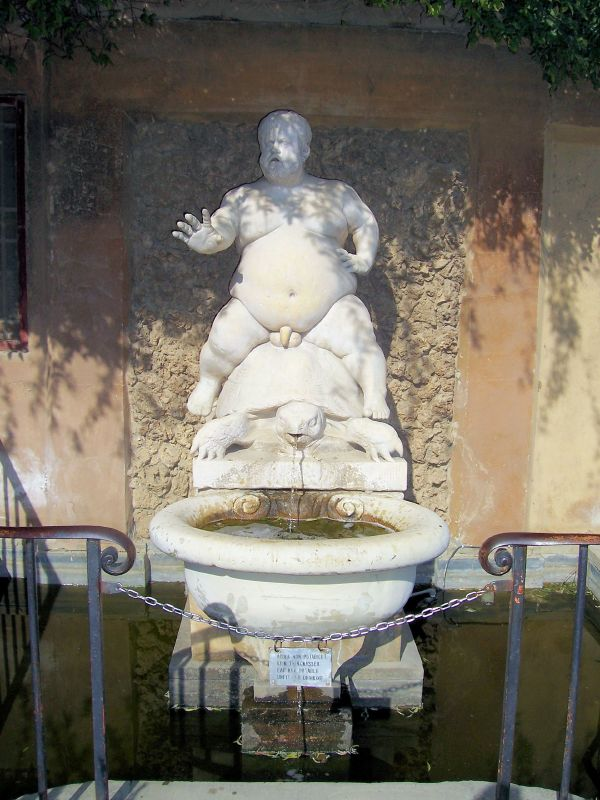
La Fontana del Bacchino, Boboli, Firenze

La sua opera più famosa è la Fontana del Bacchino che si trova nel Giardino di Boboli, vicino all'ingresso su piazza Pitti a Firenze.
La statua ritrae il nano di corte di Cosimo I, ironicamente soprannominato Morgante (il gigante del poema omonimo di Luigi Pulci), raffigurato nudo e seduto su un testuggine come un bacco ebbro, da questo il titolo ufficiale dell'opera.
Sempre nel giardino di Boboli sono collocate due sue opere, in collaborazione con Giovanni Simone Cioli, l'Uomo che vanga e l'Uomo che scarica il secchio in un tino.
Altre opere sue sono un Satiro con fiasca al Museo del Bargello e le sculture delle personificazioni di Pittura, Scultura e Architettura sulla tomba di Michelangelo Buonarroti nella basilica di Santa Croce.

## Galleria d'immagini

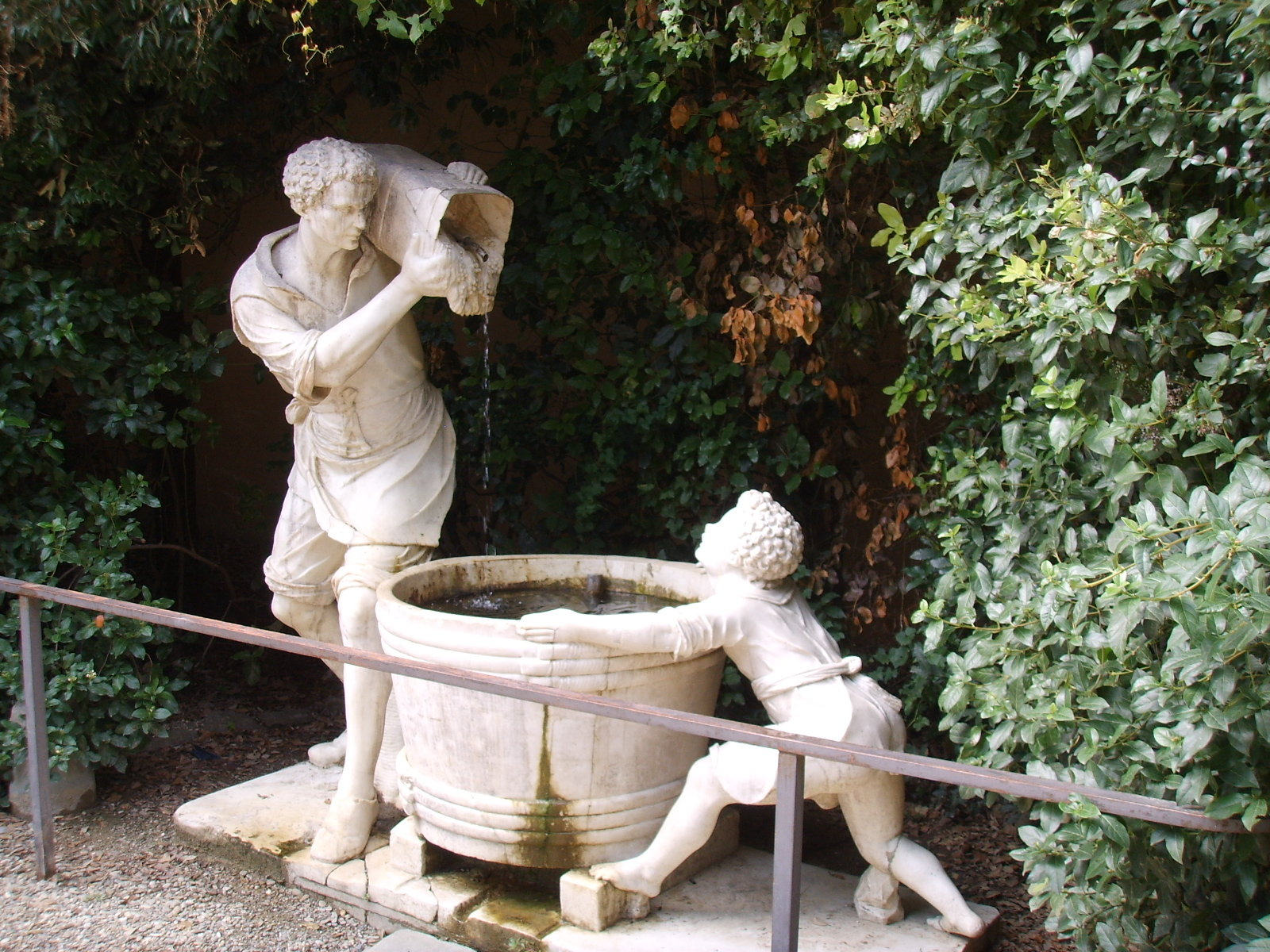
Fontana dell'Uomo che scarica il secchio in un tino, Boboli
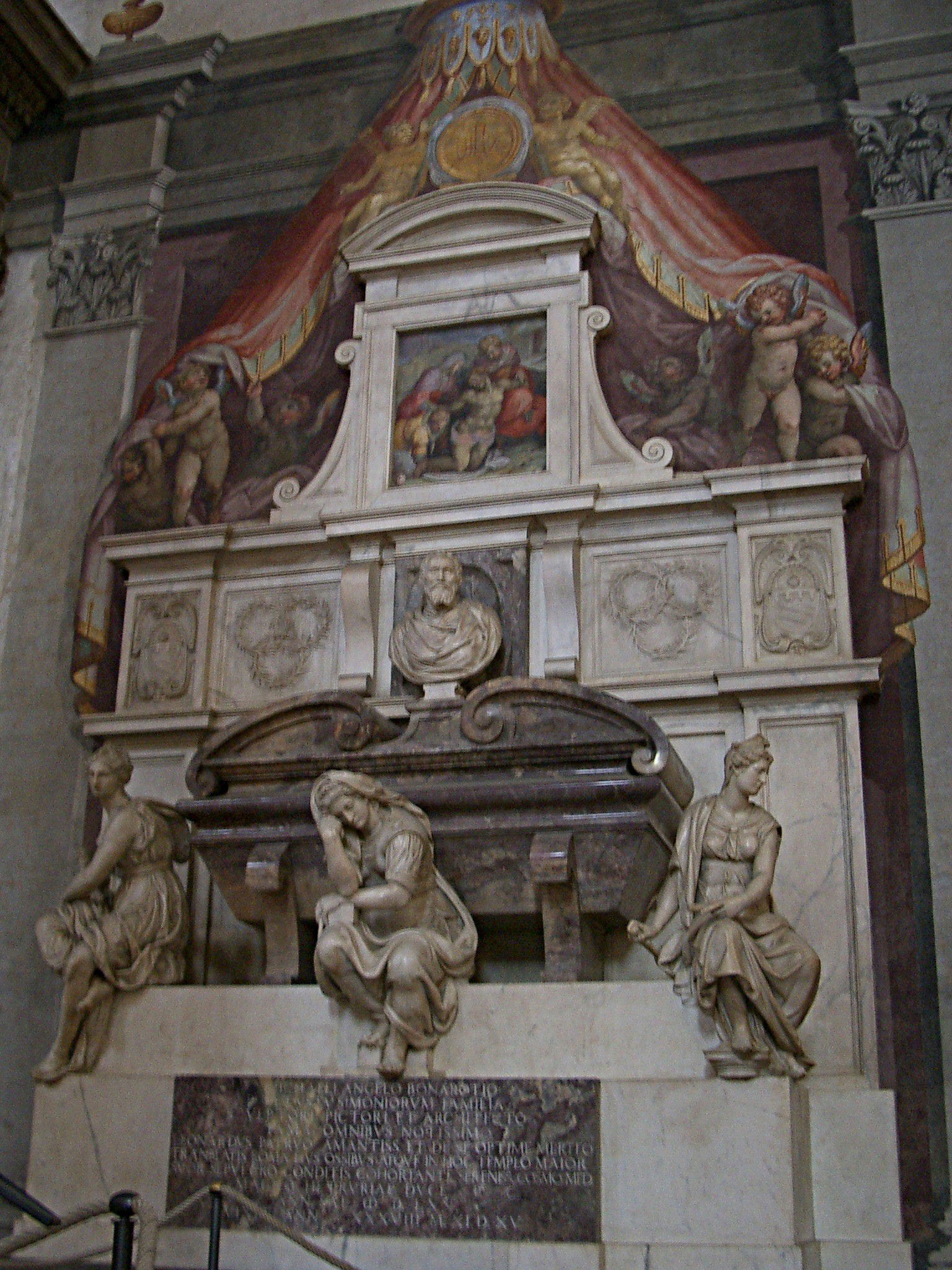
Tomba di Michelangelo